# Рушин Мак-Дональд
Рушин Мак-Дональд (англ. Rusheen McDonald, нар. 17 серпня 1992) — ямайський спринтер, срібний призер Олімпійських ігор 2016 року.

## Виступи на Олімпіадах
| Олімпіада           | Дисципліна            | Місце |
| ------------------- | --------------------- | ----- |
| Лондон 2012         | біг на 400 метрів     | 25    |
| Ріо-де-Жанейро 2016 | біг на 400 метрів     | 17    |
| Ріо-де-Жанейро 2016 | естафета 4×400 метрів | 2     |

## Зовнішні посилання
- Рушин Мак-Дональд Профіль у IAAF (англ.)
- Рушин Мак-Дональд — олімпійська статистика на сайті Sports-Reference.com (англ.) (архівна версія)